# Pedro Morais Soares
António Pedro de Carvalho Morais Soares (Lisboa, São Jorge de Arroios, 7 de novembro de 1977) é um político e jurista português. Actualmente é presidente da União das Freguesias de Cascais e Estoril.
Casado e pai de duas filhas, além das funções que exerce actualmente, foi ainda vereador da Câmara Municipal de Cascais, presidente da Junta de Freguesia de Cascais e deputado à Assembleia da República (2013-2015; 2021-2022). Foi também secretário-geral do CDS–PP até 2020.

## Biografia

### Formação
Pedro Morais Soares concluiu os estudos secundários na Escola Secundária de Alvide, onde presidiu à Associação de Estudantes. Mais tarde, licenciou-se em Direito e Relações Internacionais pela Universidade Lusíada de Lisboa.

### Política
Desde cedo interessado pelo associativismo, iniciou a sua participação política activa na Juventude Popular. Durante esse período foi dirigente nacional e presidente da Juventude Popular de Cascais.
Em 2005 é candidato ao executivo da Câmara Municipal de Cascais, tendo assumido funções de vereador do Desporto em 2006, por 6 meses, em substituição de João Sande e Castro.
Em Outubro de 2009, é eleito presidente da Junta de Freguesia de Cascais. 
Em 2011 foi candidato à Assembleia da República pelo círculo eleitoral de Lisboa, assumindo funções como deputado em 2013, após a formação do XIX Governo Constitucional. Em simultâneo, foi presidente do CDS–PP de Cascais.
Em 2013, após a extinção da Junta de Freguesia de Cascais que presidiu até esse ano, foi eleito presidente da União das Freguesias de Cascais e Estoril. Foi reeleito em 2017 e em 2021, exercendo funções até à actualidade. 
Em Abril de 2021, assumiu o cargo de deputado do CDS-PP à Assembleia da República, na XIV Legislatura até ao fim da mesma, em 2022, após a renúncia ao mandato de João Gonçalves Pereira.